# Kommunalt bolag
Kommunalt bolag är ett allmännyttigt företag som drivs av en kommun eller landsting. Verksamheten kan utövas via ett aktiebolag eller en stiftelse, vilka fungerar som en juridisk person för kommunen eller landstinget. De flesta kommuner har bostadsbolag, även energibolag och näringslivsbolag är ganska vanliga.

## I Sverige
Enligt kommunallagen ska kommunen alltid ha inflytande och kontroll över bolagens verksamheter och dessa ska skapa allmännytta och vara till gagn för kommunens medborgare. Deras huvuduppgift är därför inte att ge vinst eller avkastning till kommunen, men de ska dock ha en balanserad ekonomisk utveckling. Ändamålet för bolagen dikteras av ägardirektiven, som upprättas av kommunfullmäktige. Det är även kommunfullmäktige som fungerar som bolagens ägare, medan kommunstyrelsen har till uppgift att ha uppsikt över bolagen och föra en aktiv dialog med dess styrelser.
I Sverige fanns det 2022 omkring 2000 kommunala bolag,:36s varav omkring 40 procent är fastighetsbolag.:11m11s Omkring en tredjedel är långt från den kommunala kärnverksamheten och kan vara café, fritid- och eventverksamhet, konferensverksamhet eller biluthyrning.:11m28s Göteborgs kommun är den kommun som har flest bolag, mellan 70 och 90, och 2022 visste ingen hur många bolag kommunen äger.:12m38s De kommuner som har många bolag har högre kommunalskatt och uppfattas ha större problem med korruption, men har inte bättre företagsklimat och medborgarna är inte mer nöjda med den kommunala verksamheten.:13m26s
De flesta kommunala bolag fungerar väl, men det saknas riktlinjer för när det är motiverat för kommuner att driva bolag och det är otydligt om styrelseledamöterna ska driva verksamheten för sitt parti eller med något annat som mål.:17m37s

### Historik
På 1980-talet hoppades kommuner förbättra offentlig verksamhet genom att efterlikna det privata näringslivet och hoppades få det bästa av politisk styrning och marknadsmässig effektivitet, men tog då även risken att få det sämsta av båda. Syftet var egentligen att helt privatisera verksamheten, men efter att verksamheten hade omformats till bolag så avbröts privatiseringen samtidigt som bolagen behölls av kommunerna.:14m14s På senare tid (2022) förekommer det att kommuner bolagiserar verksamhet av skattetekniska skäl utan att det finns sakliga skäl för att driva verksamheten i bolagsform.:15m16s
Enligt en rapport 2022 från Studieförbundet Näringsliv och Samhälle tillhör Sverige de länder där kommunerna har varit "allra piggast på att skapa och driva egna företag."